# Carlos Morais
Carlos Edilson Alcântara Morais, ou simplesmente Carlos Morais (Luanda, 16 de Outubro de 1985) é um basquetebolista profissional angolano.
Em Setembro de 2016, Morais assinou por duas temporadas com o clube português S.L. Benfica.

## Carreira
Começou nos escalões júniores das escolas do Petro de Luanda. Foi eleito MVP nos AfroBaskets de 2007 e 2009, bem como do campeonato Africano de clubes de 2012. Saiu do APL (Petro) onde vestiu a sua camisola durante vários anos. Em 2010 assinou um contrato com o Recreativo do Libolo do Cuanza Sul com Olímpio Cipriano, onde jogou por uma temporada. Carlos Morais fez uma grande campanha no mundial de 2010 na (Turquia) e por isso convocado para uma série de jogadores de sua modalidade a participarem de um estágio em que ocorreu nos (E.U.A) por 3 meses. Carlos, é um bom jogador individualmente , com bom poder de penetração, e um grande poder de lançamento de 3 pontos actualmente tem um contracto assinado com o Petro, time em que cresceu profissionalmente, fisicamente e mentalmente. Ele até agora ainda é um jogador internacional de Angola 
No dia 19 de Setembro de 2013 os Toronto Raptors anunciaram o acordo com Carlos Morais. 
Eleito Jogador Mais Valioso na última edição do campeonato africano de basquetebol,jogou na ultima época nos Toronto Raptors, da NBA, tornando-se no primeiro angolano a jogar na milionária liga norte-americana. O basquetebolista angolano não conseguiu garantir lugar no plantel de 15 jogadores com que os toronto raptors vão disputar a NBA que começou esta semana.Nos seis jogos pela equipa canadiana,o extremo base marcou apenas 6 pontos nos 21 minutos em que esteve em campo. Alem de Carlos Morais,os responsáveis dos raptors dispensaram o poste Chris Wright depois dos testes decisivos nos jogos de pré-temporada.Numa mensagem publicada na rede social Facebook, carlos Morais lamenta não ter conseguido Alcançar o sonho de jogar na NBA,mais diz-se orgulhoso por ter ajudado a elevar a bandeira de Angola no Basquetebol mundial.
fontes: Benício José Dos Santos